# Crotalaria graminicola
Crotalaria graminicola är en ärtväxtart som beskrevs av Baker f.. Crotalaria graminicola ingår i släktet sunnhampor, och familjen ärtväxter. Inga underarter finns listade i Catalogue of Life.